# Lasioglossum obscurior
Lasioglossum obscurior là một loài Hymenoptera trong họ Halictidae. Loài này được Friese mô tả khoa học năm 1925.